# Chilham
Chilham – wieś w Anglii, w hrabstwie Kent, w dystrykcie Ashford. Leży 31 km na wschód od miasta Maidstone i 82 km na wschód od centrum Londynu. W 2001 miejscowość liczyła 1595 mieszkańców.